# Gerardus ’t Hooft
Gerardus („Gerard”) ’t Hooft (Den Helder, 1946. július 5. –) a holland Utrechti Egyetem Nobel-díjas elméleti fizika professzora. 1999-ben kapta a fizikai Nobel-díjat „az elektrogyenge kölcsönhatás kvantumszerkezetének tisztázásáért” (alapvető kölcsönhatások). A 9491 Thooft kisbolygót nevezték el a tiszteletére.

## Családja és korai évei
Anyai nagyanyja egy nagyrabecsült zoológushoz ment feleségül, akinek a testvére – ’t Hooft dédnagybátyja –, Frits Zernike kapta meg 1953-ban a fizikai Nobel-díjat.
Gyerekkorát szüleivel, Elise nővérével (aki Itára változtatta a nevét) és Agnes húgával Hágában töltötte. Apja tengerészeti mérnöki végzettséget szerzett Delftben, majd a Holland-America Line hajóin szolgált, majd egy olajtársaságnál szolgált. Észrevéve fia érdeklődését a természeti jelenségek iránt, úgy gondolta, a mérnöki pálya felé fordíthatja, és hajókról, autómotorokról  szóló könyveket vett neki, amikhez ő hozzá sem nyúlt. „Azokat már valaki felfedezte” – szólt az ellenvetése – „A természetet akarom kutatni és új dolgokat felfedezni.” Nyolcéves korában néhány hónapra Angliába költöztek, ekkor kezdett ismerkedni az angol nyelvvel, és ekkor látott először 100 méternél magasabb „hegyeket”. Borzongással töltötte el, hogy a fák a gravitáció iránya mentén nőnek felfelé, figyelmen kívül hagyva a lejtő szögét.
1964-ben érettségizett Hágában a Dalton Lyceumban.
1972-ben vette feleségül Albertha Anje Schiket, akivel két lányuk van, Saskia Anne és Ellen Marga.

## Tudományos pályája
1966-tól az Utrechti Egyetemen tanult fizikát és matematikát, ahol elméleti fizikából doktorált. Két év megszakítással Utrechtben maradt az Elméleti Fizika Intézetben, a két évet (1972-74) a CERN-ben töltötte. Harvardi és stanfordi tartózkodás után 1977-ben lett professzor Utrechtben. Vendégprofesszorként tartózkodott 1981-ben a California Institute of Technology-n, 1988-ban a Bostoni Egyetemen és 1989-ben a Duke Egyetemen.
1982 óta a Holland Tudományos Akadémia tagja. 1995-ben Spinoza-díjat kapott, majd 1999-ben fizikai Nobel-díjat Martinus Veltmannal együtt „az elektrogyenge kölcsönhatás kvantumszerkezetének tisztázásáért”.

## Fontos felfedezései
- A mértéktérelmélet renormálhatóságának bizonyítása
- További eredmények a mértéktérelmélet, bezárás és az anomáliák területén
- Nagy {\displaystyle N} mértékelméletek topológiai kiterjesztése, ami újabban fontosnak bizonyult a húrelmélet AdS/CFT megfelelésében
- ’t Hooft mágneses hurok (a Wilson-hurokhoz kapcsolódik S-dualitással)
- Instanton hozzájárulás a fermionok kölcsönhatásához (’t Hooft-kölcsönhatás)
- Holografikus elv (Lenny Susskinddel) valamint további javaslatok a kvantumgravitációról
- Friss kísérletek kvantumelméletbeli rejtett változók felélesztésére

## Díjai
- 1979 Dannie Heinemann Prize – American Physical Society
- 1982 Wolf-díj – a renormálás terén végzett munkájáért
- 1995 Spinoza-díj
- 1999 fizikai Nobel-díj – „az elektrogyenge kölcsönhatás kvantumszerkezetének tisztázásáért”